# Culpable de este amor
Culpable de este amor fue una telenovela argentina estrenada en el año 2004 y emitida por Telefe. Fue una producción de Telefe Contenidos. Protagonizada por Juan Darthés y Gianella Neyra. Coprotagonizada por María Carámbula, Betina O'Connell, Magela Zanotta, Leonora Balcarce, Ramiro Blas, Catalina Artusi y Sabrina Garciarena. Antagonizada por Mauricio Dayub, Gloria Carrá y Rafael Ferro. También, contó con las actuaciones especiales de Pepe Monje y los primeros actores Raúl Taibo y Graciela Pal. Y la participación de Silvia Kutika. La telenovela tuvo un promedio general 12.9 y ganaba en su franja.

## Argumento
Laura Cazenave es abogada e hija de los dueños de los laboratorios Cazenave. Está casada con Fernando Salazar, que dirige los laboratorios tras la muerte en accidente de los padres de Laura. El matrimonio vive con los dos hermanos menores de Laura, Pablo y Soledad. Agustín Rivero es perito psiquiatra forense. Laura y Agustín se conocen por casualidad en un juicio, y se sienten atraídos el uno por el otro al instante, sin embargo, el matrimonio de Laura no está pasando por su mejor momento y ella no tiene tiempo ni ganas de involucrarse en ninguna historia amorosa. El problema es que las circunstancias les hacen coincidir una y otra vez, Soledad Cazenave requiere tratamiento psiquiátrico y sólo confía en Agustín. Progresivamente, Laura se va dando cuenta de que necesita resolver su relación con Fernando.
Al margen de sus problemas amorosos, algo muy misterioso está ocurriendo en los laboratorios Cazenave sin el conocimiento de éstos ni de Fernando. Cuando Fernando lo descubre ya está atrapado en la red tejida por Virginia, su secretaria y Román Machado, el director técnico. Una secta está utilizando las instalaciones del laboratorio para sus perversos fines.
Poco a poco, Laura, Agustín y todos sus amigos se van viendo envueltos en una conspiración cuya amplitud y alcance ellos ni siquiera sospechan. Sin saberlo, quedaran atrapados en un mundo de traiciones, muerte y ambición, al que enfrentarán con valentía. Laura y Agustín lucharán denodadamente para desenmascarar el mal. Aún a costa del amor y la pasión que los une. Aun a costa de sus propias vidas. Solos contra un gigante. Las garras de la ambición son difíciles de vencer y la telaraña urbana del mal logrará envolverlos. Quizás el odio gane esta vez la batalla final. Tal vez el amor de Laura y Agustín, pueda más que la muerte.

## Elenco y personajes
- Agustín Rivero - Juan Darthés
- Laura Cazenave - Gianella Neyra
- Marcos Soler - Raúl Taibo
- Fernando Salazar - Mauricio Dayub
- Virginia Marvin - Gloria Carrá
- Román Machado - Rafael Ferro
- Julia Rodríguez de Soler - Silvia Kutika
- Consuelo Pedraza - Graciela Pal
- Doctor Robledo - Eduardo Lemos
- Pablo Cazenave - Mariano Bertolini
- Víctor Musad - Ramiro Blas
- Lorena Villalba - María Carámbula
- Soledad "Sole" Cazenave - Catalina Artusi
- Alejo (Nicolás García) - Darío Lopilato
- Vilma Zapata - Noemí Frenkel
- Diana Segovia - Magela Zanotta
- Gabriela Sánchez - Leonora Balcarce
- Gastón Rivero - José María Monje
- Jimena - Betina O'Connell
- Malena - Vero Pacheco
- Clara Salcedo - Julieta Novarro
- Verónica Iglesias - Sabrina Garciarena
- Luciana - Manuela Pal
- Gustavo Ludueña - Marcelo Melingo
- Roberta Soldati - Lucrecia Capello
- Sandra Quiñones - Silvina Acosta
- Sarita - Loren Acuña
- Labarde - Sergio Bermejo
- Amalia Bruzzi - Malena Figo
- Miguel Bruzzi - Daniel Orlando García
- Néstor Gómez - Manuel Novoa
- Lucio Andrade - Patricio Pepe
- Celso Azor - Guido d'Albo
- Guillermo 'Willy' López - Maxi Zago
- Lic. Chávez - Jorge Alberto Gómez
- Doctor Polack - Carlos Rivkin
- Policial Morales - Daniel Campomenosi
- Pamela Díaz (Marcela Aguirre de Machado) - Verónica Ponieman
- Doctor Jiménez - Marcelo Breit
- Teodoro - Guillermo Marcos
- Greta - Beatriz Thiabaudin
- Herminia - Cristina Fridman
- Gladys - Paola Messina
- Martín Rizzo - Martín Borisenko
- Adrián Salazar - Pompeyo Audivert
- Lic. Aberasturi - Daniel Lemes
- Lic. Héctor Eduardo - Fernando Sureda
- Silvia Lagos - Rita Terranova
- Macedo - Daniel de Vita
- Bazán - Claudio Torres
- Esteban - Fabio Aste
- Andrés Ligero - Fabián Pizzorno
- Olga Zamudio - Mónica Villa
- Galloso - Pia Uribelarrea
- Sasha - Julieta Zylberberg
- Padre Arnaldo - Juan Carlos Puppo
- Padre Javier - Jorge Gómez
- Franco Galván - Adrián Navarro
- Marlene Liliana Brailovsky

## Premios y nominaciones
| Premio                     | Categoría                     | Nominados             | Resultado |
| -------------------------- | ----------------------------- | --------------------- | --------- |
| Premios Martín Fierro 2004 | "Novela"                      | Culpable de este amor | Nominado  |
| Premios Martín Fierro 2004 | "Actor protagónico de novela" | Juan Darthés          | Nominado  |
| Premios Martín Fierro 2004 | "Actor de reparto"            | Juan Carlos Puppo     | Nominado  |
| Premios Martín Fierro 2004 | "Mejor tema musical original" | “Culpable”            | Nominado  |

| Predecesor: Máximo corazón | Culpable de este amor Horario: de lunes a viernes a las 13:00 12 de enero de 2004 - 2 de noviembre de 2004 | Sucesor: Amor en custodia (Argentina) |

- Datos: Q5794420